# Zia Emma
Zia Emma (o Em), è uno dei personaggi del libro di Frank Baum, Il meraviglioso mago di Oz.
Vive insieme  al marito Henry e alla nipotina Dorothy Gale, adottata dopo la morte dei genitori, nella solitaria landa del Kansas. Sposatasi ancora molto giovane, era in gioventù allegra e gioiosa. La noia di quel luogo solitario e il grigiume del suo circondario l'hanno però resa molto più triste e meno felice, solo la presenza della piccola Dorothy riesce a tenerla su di morale.
Ama molto la nipotina e si prende molta cura di lei. Quando però un ciclone invade la prateria, Emma non riesce a salvare Dorothy che viene trascinata via insieme alla fattoria. Vivendo nella disperazione ricostruisce insieme al marito una nuova casupola. I suoi occhi ritorneranno però a splendere quando la piccola Dorothy, che non era morta ma portata via nella magica terra di Oz, tornerà di nuovo nel Kansas sana e salva.